# لي زيلدين
لي مايكل زيلدين (بالإنجليزية: Lee Michael Zeldin)‏ هو سياسي أمريكي من الحزب الجمهوري ولد في يوم 30 يناير 1980 في نيويورك. أكمل دراسة العلوم السياسية في جامعة ألباني. هو عضو في مجلس النواب الأمريكي منذ سنة 2015.